# Seleção Guinéu-Equatoriana de Futebol Feminino
A Seleção Guinéu-Equatoriana de Futebol Feminino representa a Guiné Equatorial nas competições internacionais de futebol feminino. Ela é filiada à FIFA, à CAF e à UNIFFAC.

## Histórico
Foi campeã da Copa das Nações Africanas Feminina em: 2008 e 2012 e foi vice-campeã em 2010. Obtev
e a medalha de prata nos Jogos Olímpicos da Juventude  de 2010. 
Estreou na Copa do Mundo de Futebol Feminino em 2011.

## Títulos
- Copa das Nações Africanas Feminina: 2008 e 2012

## Campanhas de destaque
- Jogos Olímpicos da Juventude
  - medalha de prata: 2010

- Copa das Nações Africanas Feminina
  - 2º lugar: 2010